# 64式反坦克導彈
64式反坦克導彈（Type 64 MAT，64-shiki tai-sensha yūdō-dan）是第二次世界大战以後、一款由日本重工業企业川崎重工在1950年代後期研製和生產的導線制導式第一代反坦克导弹。該導彈與瑞士／德国眼鏡蛇（音譯：柯布拉）和9M14「嬰兒」（北約代號：AT-3「火泥箱」）大致相似。在陸上自衛隊的行列中，64式又被俗稱為64MAT、ATM-1和KAM-3。」64式專門被自衛隊所使用，而且由於受到日本国宪法的限制而不會遠銷海外。

## 歷史
1950年代後期，日本防衛廳研製本土化武器，以將自成立以來依賴美军提供的各種自卫队裝備國產化，其中一項就是研製反坦克導彈；1957年，川崎重工進行相關研發，然後在1964年獲陸上自衛隊選用為制式裝備，並且正式命名為64式反坦克導彈。直到停產以前，川崎重工一直負責生產64MAT。
獲制式化以後，64MAT發配到师團以下的反戰車隊。儘管在1970年代起到1990年代期間，由於裝備老化和更新替代，64MAT基本上都已經被79式反載具飛彈和87式反坦克導彈取代其前線反坦克導彈的地位，仍有少量保留作為後備導彈。
1976年9月蘇聯米格機降落日本事件（又稱：維克多·別連科叛逃事件）當中，為防苏联軍隊奪回米格-25「狐蝠」战斗机，第28普通科連隊曾在函館機場大量部署64MAT，儘管從未真正的經歷過實戰。

## 概述
64MAT的導彈系統由一枚導彈本體、一具運載容器、一具發射台和一台瞄準裝置所組成。制導系統與當時世界各國的第一代反坦克導彈一樣，採用瞄准线指令系統，利用導彈後部裝有的發光管、操作者以操縱桿控制導彈攻擊目標（例如坦克）的装甲薄弱部分。
該導彈為十字形截面，裝有四片大型穩定尾翼。它由兩級推力的固體燃料火箭發動機所驅動，在0.8秒以內將導彈加速到巡航速度。
第一代反坦克導彈的普遍缺點是，受制導導線所限而令彈速低至85米／秒（278.87英尺／秒），需要時間才能打擊目標，而且在發射時造成的大量煙霧會暴露導彈小隊的位置。
後來，ATM-1被其改進型ATM-1B所取代。ATM-1B在不改變導彈的總長度以下，延長彈頭部分以提高其破壞力。因此，发动机部分的總長度有所縮短，並且將推進劑燃料從彈體內部轉移到穩定尾翼旁的外部。

### 操作使用
64MAT導彈是由一具開放式框架型發射器以15度角發射出去。使用時，打開運載容器的底部，並將發射器設置在發射位置上。操作者使用瞄準裝置，並且以尾隨著導彈的導線發送出制導命令以控制導彈。而彈載的陀螺儀可用以補償俯仰（Pitch）和偏擺（Yaw）。

### 操作平台
64MAT通常由三名兵士所操作。它既可以架設在地面以上，也可搭載於三菱73式吉普車的車身後部、60式裝甲運兵車與73式裝甲運兵車以上，前者可以攜帶四枚導彈，其中兩枚用作後備。

## 流行文化
- 『首都消失』：小說版登場。收到蘇聯海軍登陸艦隊的報告以後，在北海道沿海部署（英语：Military deployment）。